# حلبي (إيران)
حلبي هي قرية في مقاطعة نقدة، إيران. عدد سكان هذه القرية هو 454 في سنة 2006.